# Paul Etterlin

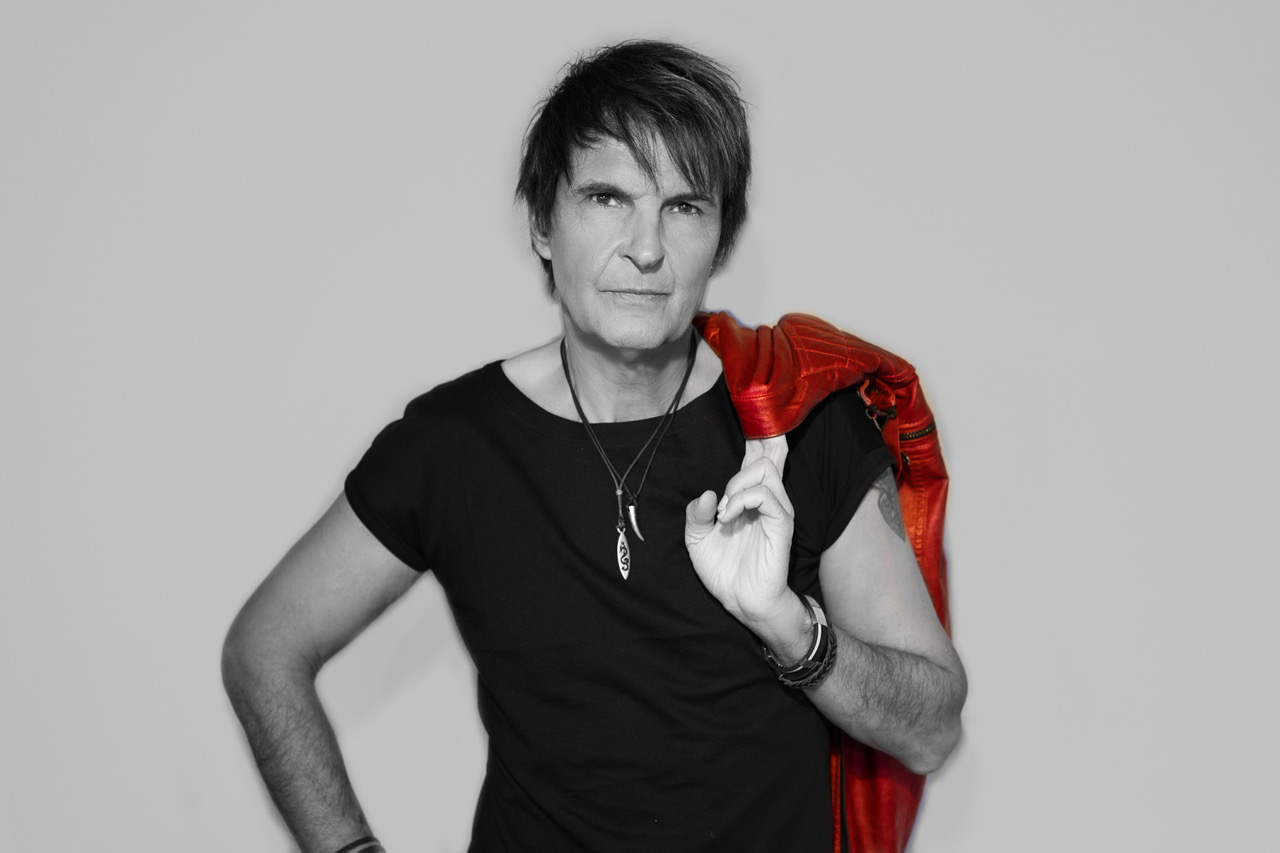
Paul Etterlin (2023)

Paul Etterlin (* 17. November 1959 in Luzern) ist ein Schweizer Musiker aus dem Kanton Luzern. Er produziert vorwiegend Songs in englischer Sprache.

## Leben
Paul Etterlin, aufgewachsen in Hitzkirch, studierte in den 1980er Jahren klassische Gitarre im Hauptfach am Konservatorium in Luzern.
In den 1980ern erreichte er mit seiner damaligen Band «Wild Hearts» die Playlists der Schweizer Radiostationen. Mit Silver Machines gelang ihm ein erster Radiohit als Solointerpret. Die englische Version des Guggisbergliedes von Angelheart stand 2001 ganz zuoberst in den Hörercharts von SRF 1, und gemeinsam mit den Bündner Mundart-Rockern «Bündnerflaisch» schaffte er den Einzug in die offizielle Schweizer Radiohitparade.
Etterlin war Professor für Musik an der Pädagogischen Hochschule Luzern. Die Professur gab er 2019 nach 16 Jahren auf, um sich ganz der Musik widmen zu können.
Der Song The Time is Now, für den er die Musik komponierte, war der offizielle Olympiasong des Schweizer Teams für die Olympischen Winterspiele 2010 in Vancouver.
2013 interpretierte Etterlin den Claim Song Mittendrin des neu gegründeten deutschen Sportsenders Sport1 und des Radiosenders Sport1 FM, welche aus dem ehemaligen Deutschen Sportfernsehen DSF hervorgegangen sind.
Das 2016 erschienene Album Mittendrin und tiefer erreichte die Top 25 der Schweizer Hitparade und wurde 2017 ebenfalls in Deutschland und Österreich veröffentlicht.
Als Studiogitarrist für viele nationale und internationale Interpreten ist er auf mehr als 2000 Songs zu hören.

## Diskografie
Alben:
- Wild Hearts (mit Wild Hearts, 1986)
- Guitar d’Amour (Paolo di Andrea, 1989)
- Volksliederhits (mit Föhnsturm, 1990)
- Born To Live (mit Wild Hearts, 1991)
- Died Young (mit Wild Hearts, 1992)
- Vision of Avalon (1992)
- Way of Force (1997)
- Radio (1999)
- If Ever… (mit Angelheart, 2001)
- Wild Heart of Allison (mit Angelheart, 2002)
- WHOA (mit Angelheart, 2004)
- Caution It Rocks (mit Angelheart, 2005)
- Sing me a Song (mit Angelheart, 2007)
- Ulässig (mit Bündnderflaisch, 2007)
- Best Friend (2010)
- Kunnt scho guat (mit Bündnderflaisch, 2011)
- Calling From Memphis (2012)
- Mittendrin und tiefer (Universal Music Switzerland GmbH / Rainbow, 2016)[9]
- Von innen tätowiert (2018)
- Easy Does It (2020)
- Sleeping On a Railroad Track (2022)
- Between Shadows And Light (2024)

Singles:
- China (mit Level, 1982)
- Dreams in Spain (mit Wild Hearts, 1986)
- Bad Girl (mit Wild Hearts, 1987)
- Zooge-n-am-Booge (mit Föhnsturm, 1990)
- Silver Machines (1998)
- Never been to Spain (1999)
- If Ever… (mit Angelheart, 2001)
- What Would you Do? (mit Angelheart, 2002)
- Don’t Make Me (mit Angelheart, 2003)
- Wintersong (mit Angelheart, 2005)
- Ulässig (mit Bündnerflaisch, 2007)[10]
- The Time Is Now (mit Swiss Olympic/Kaja, 2010)
- Meet Me Half Way, Best Friend (2010)
- Nur du (mit Bündnerflaisch), Isches das schu xi (mit Bündnerflaisch, 2011)
- Lola On My Mind (2012)
- Mittendrin, Silver Machines Moto GP Version, Coming Home For X-Mas (2013)
- Egal wie weit, Schlagendes Herz (2016)
- Dein Leben – mein Leben (2019)
- Christmas Time Is Here, Lone Star, Someone Like You, Schweizerpsalm (2020)
- What’s The Use, (2021)
- Secrets, A Way to Your Love (2022)
- You And I, A Whisky for Christmas (2023)
- Ernest Hemingway, Let It Lie (2024)